# Elección presidencial de la República Centroafricana de 2005
Las elecciones presidenciales de la República Centroafricana de 2005 se efectuaron el 13 de marzo de ese mismo año. Su primera ronda tuvo mayor convocatoria que el balotaje, el que debió realizarse ya que ninguno de los candidatos obtuvo la mayoría absoluta de los votos, es decir la mitad más uno.

## Contexto
A lo largo de cincuenta años de vida independiente, la República Centroafricana ha estado marcada por etapas de críticas y crisis de gobernabilidad, a raíz de sus recurrentes conflictos sociopolíticos que no han permitido poner en práctica proyectos de desarrollo nacional y han mantenido a este país africano como uno de los más subdesarrollados del planeta.
El gobierno de Ange-Félix Patassé fue abruptamente frenado en noviembre de 2004, por un golpe de Estado comandado por el general François Bozizé, quien se autoproclamó Presidente de la República el 5 de diciembre de 2004. De esta forma, y como mecanismo de legitimar su mandato, Bozizé promovió un referéndum para adoptar una nueva Constitución. Posterior a ello, en medio de irregularidades y fraudes, se convocó a elecciones que le dieron el triunfo de manera democrática, en segunda vuelta electoral.

## Resultados

### Primera vuelta electoral
|  | 42,97 % |

|  | 23,53 % |

|  | 16,36 % |

|  | 5,08 % |

|  | 3,22 % |

|  | 2,51 % |

|  | 2,10 % |

|  | 1,52 % |

|  | 1,27 % |

|  | 0,80 % |

|  | 0,66 % |

### Segunda vuelta electoral
En este balotaje, realizado el 8 de mayo de 2005. Las fuerzas tradicionales del país se sumaron al general François Bozizé, gobernante de facto hasta ese momento, para generar un gobierno de Unidad Nacional, es por ello que se forma el partido Convergencia Nacional, apoyando a Bozizé quien era candidato independiente.
|  | 64,60 % |

|  | 35,40 % |